# إيلين بروكس
إيلين بروكس (بالإنجليزية: Ellen Brooks)‏ هي فنانة ومصورة أمريكية، ولدت في 3 فبراير 1946 في لوس أنجلوس في الولايات المتحدة.